# Zeddicus Zu'l Zorander
Zeddicus Zu'l Zorander è un personaggio immaginario della serie fantasy di libri La spada della verità, creata dello scrittore Terry Goodkind.
Il personaggio è interpretato dall'attore Bruce Spence nella serie televisiva La spada della verità

## Biografia
Zeddicus è l'ultimo mago del Primo Ordine, ha una conoscenza enorme della magia e riesce a fare cose impossibili per altri maghi, poiché figlio di un mago e di una incantatrice. È il mago più potente da 3000 anni, dopo suo nipote Richard. Divenuto molto giovane mago del Primo Ordine, rinuncia all'inizio a prendere parte alla grande guerra che oppone il D'Hara al resto dei territori del nuovo mondo. Viene anche chiamato l'Imbroglione dai suoi amici o Vento della Morte dai suoi nemici durante la guerra che lo vede opposto a Panis Rahl. Uccide con il suo fuoco magico, sua arma migliore, intriso dei poteri del mondo dei vivi e di quello dei morti, Panis Rahl e crea un'enorme cicatrice sul basso ventre al figlio Darken Rahl. Sigilla poi il territorio del D'Hara con una nebbia verdastra, che diventa poi una barriera che non permette a nessuno di attraversarla- e una parte dei territori liberi con una seconda barriera dove vanno a stazionare quelle persone delle terre centrali che non vogliono più aver a che fare con la magia. La creazione della nebbia e del fuoco magico che si abbatte su Panis Rahl gli fa diventare i capelli bianchi, sempre arruffati. Si trasferisce in quel nuovo territorio con la sua bimba e li, grazie alla sua immensa saggezza, aiuta moltissimo nella sua crescita Richard, del quale è il nonno materno; gli insegna tutto ciò che è nelle sue conoscenze e gli fa da guida ma non gli rivela mai né che è un mago, né che è suo nonno. Dimostra anche di avere uno spiccato senso dell'umorismo che utilizza, però, solo nei momenti idonei; dimostra la capacità di fare incantesimi difficilissimi e la sua umiltà nell'ammettere gli errori commessi nella gioventù. Quando viaggia in incognito, Zedd usa il nome "Ruben Rybnik", di professione commerciante.

## Albero genealogico stirpe dei Zorander
|        |        |        |        |                    |                    |                    |                    | Caractacus Zorander    | Caractacus Zorander    | Caractacus Zorander    | Caractacus Zorander    | Caractacus Zorander    | Caractacus Zorander    |             |             | Madre di Zeddicus e Thaddicus | Madre di Zeddicus e Thaddicus | Madre di Zeddicus e Thaddicus | Madre di Zeddicus e Thaddicus | Madre di Zeddicus e Thaddicus | Madre di Zeddicus e Thaddicus |                    |                    |
|        |        |        |        |                    |                    |                    |                    | Caractacus Zorander    | Caractacus Zorander    | Caractacus Zorander    | Caractacus Zorander    | Caractacus Zorander    | Caractacus Zorander    |             |             | Madre di Zeddicus e Thaddicus | Madre di Zeddicus e Thaddicus | Madre di Zeddicus e Thaddicus | Madre di Zeddicus e Thaddicus | Madre di Zeddicus e Thaddicus | Madre di Zeddicus e Thaddicus |                    |                    |
|        |        |        |        |                    |                    |                    |                    |                        |                        |                        |                        |                        |                        |             |             |                               |                               |                               |                               |                               |                               |                    |                    |
|        |        |        |        |                    |                    |                    |                    |                        |                        |                        |                        |                        |                        |             |             |                               |                               |                               |                               |                               |                               |                    |                    |
| Erilyn | Erilyn | Erilyn | Erilyn | Erilyn             | Erilyn             |                    |                    | Zeddicus Zu'l Zorander | Zeddicus Zu'l Zorander | Zeddicus Zu'l Zorander | Zeddicus Zu'l Zorander | Zeddicus Zu'l Zorander | Zeddicus Zu'l Zorander |             |             |                               |                               | Thaddicus Zorander            | Thaddicus Zorander            | Thaddicus Zorander            | Thaddicus Zorander            | Thaddicus Zorander | Thaddicus Zorander |
| Erilyn | Erilyn | Erilyn | Erilyn | Erilyn             | Erilyn             |                    |                    | Zeddicus Zu'l Zorander | Zeddicus Zu'l Zorander | Zeddicus Zu'l Zorander | Zeddicus Zu'l Zorander | Zeddicus Zu'l Zorander | Zeddicus Zu'l Zorander |             |             |                               |                               | Thaddicus Zorander            | Thaddicus Zorander            | Thaddicus Zorander            | Thaddicus Zorander            | Thaddicus Zorander | Thaddicus Zorander |
|        |        |        |        |                    |                    |                    |                    |                        |                        |                        |                        |                        |                        |             |             |                               |                               |                               |                               |                               |                               |                    |                    |
|        |        |        |        | Tarralyne Zorander | Tarralyne Zorander | Tarralyne Zorander | Tarralyne Zorander | Tarralyne Zorander     | Tarralyne Zorander     |                        |                        | Darken Rahl            | Darken Rahl            | Darken Rahl | Darken Rahl | Darken Rahl                   | Darken Rahl                   |                               |                               |                               |                               |                    |                    |
|        |        |        |        | Tarralyne Zorander | Tarralyne Zorander | Tarralyne Zorander | Tarralyne Zorander | Tarralyne Zorander     | Tarralyne Zorander     |                        |                        | Darken Rahl            | Darken Rahl            | Darken Rahl | Darken Rahl | Darken Rahl                   | Darken Rahl                   |                               |                               |                               |                               |                    |                    |
|        |        |        |        |                    |                    |                    |                    |                        |                        |                        |                        |                        |                        |             |             |                               |                               |                               |                               |                               |                               |                    |                    |
|        |        |        |        |                    |                    |                    |                    | Richard Rahl           | Richard Rahl           | Richard Rahl           | Richard Rahl           | Richard Rahl           | Richard Rahl           |             |             | Kahlan Amnell                 | Kahlan Amnell                 | Kahlan Amnell                 | Kahlan Amnell                 | Kahlan Amnell                 | Kahlan Amnell                 |                    |                    |
|        |        |        |        |                    |                    |                    |                    | Richard Rahl           | Richard Rahl           | Richard Rahl           | Richard Rahl           | Richard Rahl           | Richard Rahl           |             |             | Kahlan Amnell                 | Kahlan Amnell                 | Kahlan Amnell                 | Kahlan Amnell                 | Kahlan Amnell                 | Kahlan Amnell                 |                    |                    |

## Altro
Zedd con il suo fuoco magico ha creato un'enorme cicatrice a Darken Rahl, infatti la sua arma migliore è quella. Inoltre è in grado di sciogliere anche gli incantesimi di maternità, cosa che solo lui e suo padre Caracticus Zorander (ucciso da Panis Rahl) sono in grado di fare. Zedd è stato in grado di togliersi il Rad-Han, che da quanto si sa, nessun mago era mai stato in grado di fare.